# Quilombo Bom Jardim
Bom Jardim é uma comunidade remanescente de quilombo, população tradicional brasileira, localizada no município brasileiro de Santarém, no Pará. A comunidade de Bom Jardim é formada por uma população de 49 famílias, distribuídas em uma área de 2654,8628 hectares. O território foi certificado como remanescente de quilombo (reminiscências históricas de antigos quilombos) em 2011, pela Fundação Cultural Palmares.
Esta comunidade teve o Relatório Técnico de Identificação e Delimitação publicado em 2008(etapa da regularização fundiária), mas ainda está com a situação fundiária em análise (não titulada) no INCRA.

## História
O quilombo Bom Jardim se organizou em associação jurídica (Associação de Remanescente de Quilombo de Bom Jardim - ARQBOMJA) em 2003, para lutar pela titulação das terras.
Em 1807, Maria Joaquina da Silva Ferreira, proprietária do sítio Bom Jardim, assinou testamento realizando a doação de terras em benefício de seus escravos. Contudo, em 1876, seu marido José Francisco Ferreira faleceu e não efetivou a doação.

### Estórias do Quilombo
A comunidade quilombola de Bom Jardim faz parte do documentário “Estórias do Quilombo: Memórias, Lutas e Resistências”, em produção no ano de 2024, com financiamento municipal via Lei Paulo Gustavo, direção de Anderson Luís. Os personagens principais são os griôs Anderson Luís, Dileudo Guimarães, Izabel dos Santos, Raimundo Ribeiro e Tereza Guimarães. O documentário de 15 minutos busca registrar as histórias de vida, os relatos sobre festas tradicionais e outras tradições.
"O que eu quero ao promover este projeto é produzir um documentário para revelar o que os meus olhos viram e veem desde a minha infância e o que trago em minhas reminiscências".

- Anderson Luís, diretor do documentário.

## Tombamento
O tombamento de quilombos é previsto pela Constituição Brasileira de 1988, bastando a certificação pela Fundação Cultural Palmares:
Art. 216. Constituem patrimônio cultural brasileiro os bens de natureza material e imaterial, tomados individualmente ou em conjunto, portadores de referência à identidade, à ação, à memória dos diferentes grupos formadores da sociedade brasileira [...]
§ 5º Ficam tombados todos os documentos e os sítios detentores de reminiscências históricas dos antigos quilombos.
Portanto, a comunidade quilombola de Bom Jardim é um patrimônio cultural brasileiro, tendo em vista que recebeu a certificação de ser uma "reminiscência histórica de antigo quilombo" da Fundação Cultural Palmares no ano de 2011.

## Situação territorial
A falta do título da terra (regularização fundiária) cria para as comunidades quilombolas uma dificuldade de desenvolver a agricultura, além dos conflitos com os fazendeiros de suas regiões e a impossibilidade de solicitar políticas sociais e urbanas para melhorias de condições de vida, como infraestrutura urbana de redes de energia, água e esgoto.

Povos Tradicionais ou Comunidades Tradicionais são grupos que possuem uma cultura diferenciada da cultura predominante local, que mantêm um modo de vida intimamente ligado ao meio ambiente natural em que vivem. Através de formas próprias: de organização social, do uso do território e dos recursos naturais (com relação de subsistência), sua reprodução sócio-cultural-religiosa utiliza conhecimentos transmitidos oralmente e na prática cotidiana.